# Erman Kılıç
Erman Kılıç (* 20. September 1983 in Erzincan) ist ein ehemaliger türkischer Fußballspieler und heutiger -trainer.

## Familie und Kindheit
Kılıç kam in der Ostanatolischen Stadt Erzincan auf die Welt und lebte hier bis zu seinem neunten Lebensjahr. Nach dem Erdbeben von 1992 wurde die Stadt Erzincan teilweise stark zerstört. U. a. war die Textilfabrik, in der Kılıç' Vater arbeitete, vom Erdbeben stark betroffen. Nach dem Erdbeben bot die Firma Kılıç' Vater an, in der Produktionsstätte in Bergama seine Arbeit fortzusetzen. So siedelte die Familie 1992 nach Bergama über.

## Karriere
In seiner neuen Wohnumgebung begann Kılıç seine Vereinskarriere bei Bergama Belediyespor, der Betriebsmannschaft der Stadtverwaltung von Bergama. Später spielte er für Göztepe Izmir, Elazığspor und Istanbul Büyükşehir Belediyespor. Im Sommer 2009 wurde er gegen eine Ablösesumme von 150.000 Euro und den Spielern Hervé Tum und Kanfory Sylla vom Ligarivalen Sivasspor verpflichtet und spielte für diesen Verein in den nächsten vier Spielzeiten. Kılıç spielt im Mittelfeld auf den Flügeln und ist für diese Position äußerst torgefährlich.
Nach dem Auslaufen seines Vertrags mit Sivasspor am 31. Mai 2013 unterschrieb er bei Galatasaray Istanbul einen Zweijahresvertrag. Nachdem Kılıç nicht in die Spielerliste für die UEFA Champions League aufgenommen worden war, wechselte er auf eigenen Wunsch zu Eskişehirspor.
Im Januar 2015 wechselte er zum Zweitligisten Antalyaspor. Mit diesem Verein beendete er die Saison 2014/15 als Play-off-Sieger und damit als Aufsteiger in die Süper Lig. Nach dem Aufstieg blieb er zwar weiterhin bei Antalyaspor, absolvierte aber nur eine einzige Ligapartie in der Spielzeit 2015/16.
Zur Saison 2016/17 wechselte er zum Drittligisten Menemen Belediyespor und 2017 weiter zu 24 Erzincanspor.

## Erfolge
Mit Galatasaray Istanbul
- Türkischer Fußball-Supercup-Sieger: 2013
- Emirates-Cup-Sieger: 2013

Antalyaspor
- Play-off-Sieger der TFF 1. Lig und Aufstieg in die Süper Lig: 2014/15